# Ratko Janev
Ratko Janev (30. března 1939, Sveti Vrac – 31. prosince 2019, Bělehrad) byl makedonský jaderný fyzik, člen Jaderné a molekulární skupiny International Atomic Energy Agency ve Vídni a vyučující teoretické fyziky na univerzitě v Bělehradu.
Narodil se 30. března 1939 ve Sveti Vrachu v Bulharsku. Byl členem Makedonské akademie věd a umění.
V roce 2004 získal cenu Nadace Alexandra von Humboldta za výzkumný projekt Plazmové modelování a diagnostika / diagnostika plazmatu za porozumění studenému meznímu plazmatu ve výzkumném centru Nuclear Fusion Reactors.

## Příspěvky
- S. B. Zhang, J. G. Wang, and R. K. Janev, Phys. Rev. Lett. 104, 023203 (2010).
- Y. K. Yang, Y. Wu, Y. Z. Qu, J. G. Wang, R. K. Janev, and S. B. Zhang, Phys. Lett. A 383, 1929 (2019).
- J. Li, S. B. Zhang, B. J. Ye, J. G. Wang, and R. K. Janev, Physics of Plasmas 23, 123511 (2016).
- R. K. Janev, S. B. Zhang, and J. G. Wang, Matter and Radiation at Extremes 1, 237 (2016).
- R. K. Janev, Atomic and molecular processes in fusion edge plasmas (Springer Science, 2013).
- S. L. Zeng, L. Liu, J. G. Wang, and R. K. Janev, Journal of Physics B-Atomic Molecular and Optical Physics 41, 135202 (2008).
- Y. Y. Qi, J. G. Wang, and R. K. Janev, Phys. Rev. A 78, 062511 (2008).
- (Janev, L. Presnyakow and W.Schewelko): " Physics of highly charged ions", 1985
- (Janev, Detlev Reiter): "Unified analytic representation of hydrocarbon impurity collision cross sections", in: Journal of Nuclear Materials, in 2003
- "Atomska fizika" (Atomic physics), MANU, Skopje, 2012.
- Atomic_and_plasma_material_interaction
- Collision Processes of Hydrocarbon Species in Hydrogen Plasmas